# Jadwiga Cichocka
Jadwiga Cichocka z domu Wielądek (ur. 28 lutego 1914 w Czerwonce Liwskiej, zm. 9 listopada 2008 w Warszawie) – polska nauczycielka i polityk, posłanka na Sejm PRL VII i VIII kadencji.

## Życiorys
Córka Franciszka i Apolonii. Z wykształcenia była polonistką, ukończyła Państwowe Seminarium Nauczycielek Gospodarstwa w Warszawie. W 1962 została dyrektorem szkoły podstawowej w Czerwonce Liwskiej. Należała do Zjednoczonego Stronnictwa Ludowego, była wiceprzewodniczącą Głównej Komisji Rewizyjnej ZSL oraz członkinią plenum Wojewódzkiego Komitetu partii w Siedlcach. Od 1965 do 1976 zasiadała w Wojewódzkiej Radzie Narodowej. W Sejmie PRL (w którym pełniła mandat w latach 1976–1985) pracowała w Komisji Kultury i Sztuki oraz w Komisji Oświaty i Wychowania.

## Ordery i odznaczenia
- Krzyż Kawalerski Orderu Odrodzenia Polski
- Medal 30-lecia Polski Ludowej
- Medal 10-lecia Polski Ludowej (19 stycznia 1955)[3]
- Medal Komisji Edukacji Narodowej
- Złota Odznaka ZNP